# Frassineto Po
Frassineto Po – miejscowość i gmina we Włoszech, w regionie Piemont, w prowincji Alessandria.
Według danych na styczeń 2010 gminę zamieszkiwały 1464 osoby przy gęstości zaludnienia 50,1 os./km².